# Aultmore House
Aultmore House ist ein Landhaus nahe der schottischen Ortschaft Nethy Bridge im Südosten der Council Area Highland. 1971 wurde das Bauwerk in die schottischen Denkmallisten in der höchsten Denkmalkategorie A, 2003 das Anwesen in das Inventory of Gardens and Designed Landscapes in Scotland aufgenommen. aufgenommen.

## Geschichte
Bauherr von Aultmore House war H. Millet, der ein Kaufhaus in Moskau besaß. Millet betraute den preisgekrönten Architekten, Designer und Illustrator C. H. B. Quennell mit der Planung, die ursprünglich auch ein Reservoir auf einem fünf Kilometer entfernten Hügel umfasste, das aber nicht ausgeführt wurde. Die Villa wurde zwischen 1912 und 1914 errichtet. 1922 wurden Ergänzungen vorgenommen.
Nachdem das Anwesen in den 2000er Jahren als Hotel genutzt worden war, erwarb der US-amerikanische Musiker Bob Dylan Aultmore House im Jahre 2007 zum Preis von vermutlich 2,2 Mio. £.

## Beschreibung
Aultmore House steht weitgehend isoliert auf einem rund 38 Hektar umfassenden Grundstück rund einen Kilometer nördlich von Nethy Bridge und 1,8 Kilometer östlich des Spey am Fuße der Cairngorms. Die Fassaden des zweigeschossigen Gebäudes sind mit Harl verputzt, wobei Einfassungen und Details aus Hopeman Sandstone abgesetzt sind. Die Plinthe besteht aus bossiertem Granit.
Die nordexponierte Hauptfassade der im neobarocken edwardianischen Stil ausgestalteten Villa ist elf Achsen weit. Die drei zentralen Achsen des sieben Achsen weiten Mittelrisalit sind durch kolossale Pilaster vertikal gegliedert. Auf dem ausladenden Kranzgesims ist ein von Urnen flankierter Dreiecksgiebel in Miniaturform angedeutet. Ein Volutengiebel verdacht das zentrale Hauptportal. Auf den Außenachsen sind im Erdgeschoss venezianische Fenster eingelassen.
Die rückwärtige, den Gärten zugewandte Fassade ist 13 Achsen weit. Es treten zwei segmentbogig geschwungene Risalite hervor, die durch eine jüngere geschlossene Loggia miteinander verbunden wurden. Die Loggia ist mit Pilastern, Dreiecksgiebel und abschließender Steinbalustrade gestaltet. An der Westfassade befindet sich ein weiteres verdachtes Rundbogenportal, das über eine Freitreppe zugänglich ist. Die drei Achsen weite Fassade ist mit einem leicht hervortretenden Mittelrisalit mit abschließendem Dreiecksgiebel ausgeführt. An der Ostseite wurde 1922 ein vier Achsen weiter, zweigeschossiger Flügel ergänzt. Die Plattformdächer, beziehungsweise Halbwalmdächer an den rückweisenden Risaliten, sind mit Schiefer aus Banffshire eingedeckt.